# ATP Challenger Tour 2012
In der folgenden Tabelle werden die Turniere der professionellen Herrentennis-Saison 2012 der ATP Challenger Tour dargestellt. Sie bestand aus 10 Turnieren der Tretorn SERIE+, 137 regulären Turnieren und einem Challenger Tour Final mit einem Preisgeld zwischen 35.000 und 220.000 US-Dollar. Es war die 36. Ausgabe des Challenger-Turnierzyklus und die vierte unter dem Namen ATP Challenger Tour.

## Turnierplan

### Januar
| Datum1 | Ort         | Turnier                              | Preisgeld2   | Belag3        | Sieger Einzel   | Sieger Doppel                         |
| ------ | ----------- | ------------------------------------ | ------------ | ------------- | --------------- | ------------------------------------- |
| 02.01. | Nouméa      | Internationaux de Nouvelle-Calédonie | $ 075.000 +H | Hartplatz     | Jérémy Chardy   | Sanchai Ratiwatana Sonchat Ratiwatana |
| 02.01. | São Paulo   | Aberto de São Paulo                  | $ 035.000 +H | Hartplatz     | Thiago Alves    | Fernando Romboli Júlio Silva          |
| 23.01. | Heilbronn   | Heilbronn Open                       | € 085.000 +H | Hartplatz (i) | Björn Phau      | Johan Brunström Frederik Nielsen      |
| 23.01. | Honolulu    | Honolulu Challenger                  | $ 050.000    | Hartplatz     | Gō Soeda        | Amer Delić Travis Rettenmaier         |
| 24.01. | Bucaramanga | Seguros Bolívar Open Bucaramanga     | $ 035.000 +H | Sand          | Wayne Odesnik   | Ariel Behar Horacio Zeballos          |
| 30.01. | Kasan       | Kazan Kremlin Cup                    | $ 075.000 +H | Hartplatz (i) | Jürgen Zopp     | Sanchai Ratiwatana Sonchat Ratiwatana |
| 30.01. | Burnie      | McDonald’s Burnie International      | $ 050.000    | Hartplatz     | Danai Udomchoke | John Peers John-Patrick Smith         |

### Februar
| Datum  | Ort                 | Turnier                                     | Preisgeld    | Belag         | Sieger Einzel     | Sieger Doppel                         |
| ------ | ------------------- | ------------------------------------------- | ------------ | ------------- | ----------------- | ------------------------------------- |
| 06.02. | Dallas              | yp Challenger of Dallas                     | $ 100.000    | Hartplatz (i) | Jesse Levine      | Chris Eaton Dominic Inglot            |
| 06.02. | Quimper             | Open BNP Paribas Banque de Bretagne Quimper | € 042.500 +H | Hartplatz (i) | Igor Sijsling     | Pierre-Hugues Herbert Maxime Teixeira |
| 06.02. | Caloundra           | Caloundra International                     | $ 050.000    | Hartplatz     | Marinko Matosevic | John Peers John-Patrick Smith         |
| 13.02. | Bergamo             | Internazionali di Tennis Trofeo Perrel–Faip | € 042.500 +H | Hartplatz (i) | Björn Phau        | Jamie Delgado Ken Skupski             |
| 20.02. | Meknès              | Morocco Tennis Tour Meknès                  | € 030.000 +H | Sand          | Jewgeni Donskoi   | Adrián Menéndez Jaroslav Pospíšil     |
| 20.02. | Wolfsburg           | Volkswagen ATP Challenger                   | € 030.000 +H | Teppich (i)   | Igor Sijsling     | Laurynas Grigelis Uladsimir Ihnazik   |
| 27.02. | Cherbourg-Octeville | Challenger La Manche                        | € 042.500 +H | Hartplatz (i) | Josselin Ouanna   | Laurynas Grigelis Uladsimir Ihnazik   |
| 27.02. | Florianópolis       | Aberto de Florianópolis                     | $ 050.000 +H | Sand          | Simone Bolelli    | Blaž Kavčič Antonio Veić              |
| 27.02. | Singapur            | Singapore ATP Challenger                    | $ 050.000    | Hartplatz     | Lu Yen-hsun       | Kamil Čapkovič Amir Weintraub         |
| 27.02. | Casablanca          | Morocco Tennis Tour Casablanca              | € 030.000 +H | Sand          | Aljaž Bedene      | Walter Trusendi Matteo Viola          |
| 27.02. | Salinas             | Challenger ATP de Salinas Diario Expreso    | $ 035.000 +H | Sand          | Guido Pella       | Martín Alund Horacio Zeballos         |

### März
| Datum   | Ort               | Turnier                                        | Preisgeld    | Belag         | Sieger Einzel   | Sieger Doppel                            |
| ------- | ----------------- | ---------------------------------------------- | ------------ | ------------- | --------------- | ---------------------------------------- |
| 05.03.  | Kyōto             | Shimadzu All Japan Indoor Tennis Championships | $ 035.000 +H | Teppich (i)   | Tatsuma Itō     | Sanchai Ratiwatana Sonchat Ratiwatana    |
| 05.03.  | Santiago de Chile | Copa Cachantún                                 | $ 035.000 +H | Sand          | Paul Capdeville | Paul Capdeville Marcel Felder            |
| 012.03. | Guadalajara       | Aeromexico Jalisco Open                        | $ 100.000    | Hartplatz     | Thiago Alves    | Jamie Cerretani Adil Shamasdin           |
| 012.03. | Pingguo           | Green World ATP Challenger                     | $ 050.000    | Hartplatz     | Gō Soeda        | John Paul Fruttero Raven Klaasen         |
| 012.03. | Rabat             | Morocco Tennis Tour Rabat                      | € 030.000 +H | Sand          | Martin Kližan   | Íñigo Cervantes Huegun Federico Delbonis |
| 012.03. | Sarajevo          | BH Telecom Indoors                             | € 030.000 +H | Hartplatz (i) | Jan Hernych     | Dustin Brown Jonathan Marray             |
| 13.03.  | Dallas            | Dallas Tennis Classic                          | $ 125.000 +H | Hartplatz (i) | Frank Dancevic  | Santiago González Scott Lipsky           |
| 19.03.  | Bath              | AEGON GB Pro-Series Bath                       | € 042.500    | Hartplatz (i) | Dustin Brown    | Martin Fischer Philipp Oswald            |
| 19.03.  | Marrakesch        | Morocco Tennis Tour Marrakesch                 | € 030.000 +H | Sand          | Martin Kližan   | Martin Kližan Daniel Muñoz de la Nava    |
| 19.03.  | Rimouski          | National Bank Men’s Rimouski Challenger        | $ 035.000 +H | Hartplatz (i) | Vasek Pospisil  | Tomasz Bednarek Olivier Charroin         |
| 26.03.  | Barranquilla      | Seguros Bolívar Open Barranquilla              | $ 050.000 +H | Sand          | Alejandro Falla | Nicholas Monroe Maciek Sykut             |
| 27.03.  | Le Gosier         | Orange Open Guadeloupe                         | $ 100.000 +H | Hartplatz     | David Goffin    | Pierre-Hugues Herbert Albano Olivetti    |

### April
| Datum  | Ort             | Turnier                                     | Preisgeld    | Belag     | Sieger Einzel               | Sieger Doppel                      |
| ------ | --------------- | ------------------------------------------- | ------------ | --------- | --------------------------- | ---------------------------------- |
| 02.04. | Tallahassee     | Tallahassee Tennis Challenger               | $ 050.000    | Hartplatz | Tim Smyczek                 | Martin Emmrich Andreas Siljeström  |
| 02.04. | Barletta        | Trofeo Selezione Casillo                    | € 030.000 +H | Sand      | Aljaž Bedene                | Johan Brunström Dick Norman        |
| 02.04. | Saint-Brieuc    | Open Prévadiès                              | € 030.000 +H | Sand (i)  | Grégoire Burquier           | Laurynas Grigelis Rameez Junaid    |
| 02.04. | San Luis Potosí | San Luis Open Challenger                    | $ 035.000 +H | Sand      | Rubén Ramírez Hidalgo       | Nicholas Monroe Simon Stadler      |
| 09.04. | Pereira         | Seguros Bolívar Open Pereira                | $ 050.000 +H | Sand      | Carlos Salamanca            | Martín Alund Guido Pella           |
| 09.04. | Mersin          | Mersin Cup                                  | € 042.500    | Sand      | João Sousa                  | Radu Albot Denys Moltschanow       |
| 09.04. | Blumenau        | Aberto de Tênis de Santa Catarina           | $ 035.000 +H | Sand      | Antonio Veić                | Marin Draganja Dino Marcan         |
| 09.04. | León            | Abierto Internacional AGT León              | $ 035.000 +H | Hartplatz | Denis Zivkovic              | John Peers John-Patrick Smith      |
| 16.04. | Sarasota        | Sarasota Open                               | $ 100.000    | Sand      | Sam Querrey                 | Johan Brunström Izak van der Merwe |
| 16.04. | Rom             | Rai Open                                    | € 030.000 +H | Sand      | Roberto Bautista Agut       | Dustin Brown Jonathan Marray       |
| 16.04. | Santos          | Campeonato Internacional de Tênis de Santos | $ 035.000 +H | Sand      | Ivo Minář                   | Andrés Molteni Marco Trungelliti   |
| 23.04. | Kaohsiung       | OEC Kaohsiung                               | $ 125.000 +H | Hartplatz | Gō Soeda                    | John Paul Fruttero Raven Klaasen   |
| 23.04. | Savannah        | Savannah Challenger                         | $ 050.000    | Sand      | Brian Baker                 | Carsten Ball Bobby Reynolds        |
| 23.04. | Neapel          | Tennis Napoli Cup                           | € 030.000 +H | Sand      | Andrei Kusnezow             | Laurynas Grigelis Alessandro Motti |
| 23.04. | São Paulo       | IS Open de Tênis                            | $ 035.000 +H | Hartplatz | Blaž Kavčič                 | Paul Capdeville Marcel Felder      |
| 30.04. | Tunis           | Tunis Open                                  | $ 125.000 +H | Sand      | Rubén Ramírez Hidalgo       | Jerzy Janowicz Jürgen Zopp         |
| 30.04. | Ostrava         | Prosperita Open                             | € 042.500    | Sand      | Jonathan Dasnières de Veigy | Radu Albot Teimuras Gabaschwili    |

### Mai
| Datum  | Ort        | Turnier                                     | Preisgeld    | Belag     | Sieger Einzel     | Sieger Doppel                    |
| ------ | ---------- | ------------------------------------------- | ------------ | --------- | ----------------- | -------------------------------- |
| 07.05. | Busan      | Busan Open Challenger Tennis                | $ 075.000 +H | Hartplatz | Tatsuma Itō       | Yuki Bhambri Divij Sharan        |
| 07.05. | Prag       | CNGvitall Prague Open                       | € 085.000    | Sand      | Horacio Zeballos  | Lukáš Rosol Horacio Zeballos     |
| 07.05. | Athen      | Status Athens Open                          | € 042.500    | Hartplatz | Marinko Matosevic | Andre Begemann Jordan Kerr       |
| 07.05. | Rio Quente | Algar Telecom Rio Quente Resorts Challenger | $ 035.000 +H | Hartplatz | Guilherme Clezar  | Guido Andreozzi Marcel Felder    |
| 07.05. | Rom        | Roma Open                                   | € 030.000 +H | Sand      | Jerzy Janowicz    | Jamie Delgado Ken Skupski        |
| 14.05. | Bordeaux   | BNP Paribas Primrose Bordeaux               | € 085.000 +H | Sand      | Martin Kližan     | Martin Kližan Igor Zelenay       |
| 14.05. | Fargʻona   | Fergana Challenger                          | $ 035.000 +H | Hartplatz | Yuki Bhambri      | Raven Klaasen Izak van der Merwe |

### Juni
| Datum  | Ort           | Turnier                            | Preisgeld    | Belag | Sieger Einzel        | Sieger Doppel                     |
| ------ | ------------- | ---------------------------------- | ------------ | ----- | -------------------- | --------------------------------- |
| 04.06. | Prostějov     | Unicredit Czech Open               | € 106.500 +H | Sand  | Florian Mayer        | Hsieh Cheng-peng Lee Hsin-han     |
| 05.06. | Caltanissetta | Città di Caltanissetta             | € 064.000 +H | Sand  | Tommy Robredo        | Marcel Felder Antonio Veić        |
| 05.06. | Fürth         | Franken Challenge                  | € 042.500 +H | Sand  | Blaž Kavčič          | Arnau Brugués Davi João Sousa     |
| 05.06. | Nottingham    | AEGON Trophy                       | € 064.000    | Rasen | Benjamin Becker      | Treat Conrad Huey Dominic Inglot  |
| 11.06. | Monza         | Internazionali di Tennis Monza     | € 064.000 +H | Sand  | Daniel Gimeno Traver | Andrei Golubew Juri Schtschukin   |
| 11.06. | Nottingham    | AEGON Nottingham Challenge         | € 064.000    | Rasen | Grega Žemlja         | Olivier Charroin Martin Fischer   |
| 11.06. | Košice        | Košice Open                        | € 030.000 +H | Sand  | Aljaž Bedene         | Tomasz Bednarek Mateusz Kowalczyk |
| 25.06. | Mailand       | Aspria Tennis Cup Trofeo City Life | € 030.000 +H | Sand  | Tommy Robredo        | Nicholas Monroe Simon Stadler     |
| 25.06. | Marburg       | Marburg Open                       | € 030.000 +H | Sand  | Jan Hájek            | Mateusz Kowalczyk David Škoch     |

### Juli
| Datum  | Ort           | Turnier                                     | Preisgeld    | Belag     | Sieger Einzel          | Sieger Doppel                            |
| ------ | ------------- | ------------------------------------------- | ------------ | --------- | ---------------------- | ---------------------------------------- |
| 02.07. | Braunschweig  | Sparkassen Open                             | € 106.500 +H | Sand      | Thomaz Bellucci        | Tomasz Bednarek Mateusz Kowalczyk        |
| 02.07. | Lima          | Lima Challenger Copa Claro                  | $ 050.000 +H | Sand      | Guido Andreozzi        | Facundo Argüello Agustín Velotti         |
| 02.07. | Winnetka      | Nielsen Pro Tennis Championships            | $ 050.000    | Hartplatz | John-Patrick Smith     | Devin Britton Jeff Dadamo                |
| 03.07. | Arad          | BRD Arad Challenger                         | € 030.000 +H | Sand      | Facundo Bagnis         | Nikola Mektić Antonio Veić               |
| 03.07. | Panama-Stadt  | Visit Panama Cup                            | $ 035.000 +H | Sand      | Rogério Dutra da Silva | Júlio César Campozano Alejandro González |
| 09.07. | Bogotá        | Seguros Bolívar Open Bogotá                 | $ 125.000 +H | Sand      | Alejandro Falla        | Marcelo Demoliner Víctor Estrella        |
| 09.07. | Scheveningen  | Healthcity Open                             | € 042.500 +H | Sand      | Jerzy Janowicz         | Antal van der Duim Boy Westerhof         |
| 09.07. | San Benedetto | Carisap Tennis Cup                          | € 030.000 +H | Sand      | Gianluca Naso          | Brydan Klein Dane Propoggia              |
| 09.07. | Timișoara     | BRD Timișoara Challenger                    | € 030.000 +H | Sand      | Victor Hănescu         | Goran Tošić Denis Zivkovic               |
| 16.07. | Anning        | China International                         | $ 050.000    | Sand      | Grega Žemlja           | Sanchai Ratiwatana Sonchat Ratiwatana    |
| 16.07. | Bercuit       | SDA Tennis Open                             | € 042.500    | Sand      | Thiemo de Bakker       | André Ghem Marco Trungelliti             |
| 16.07. | Binghamton    | Levene Gouldin & Thompson Tennis Challenger | $ 050.000    | Hartplatz | Michael Yani           | Dudi Sela Harel Srugo                    |
| 16.07. | Granby        | Challenger Banque Nationale                 | $ 050.000    | Hartplatz | Vasek Pospisil         | Philip Bester Vasek Pospisil             |
| 16.07. | Pensa         | Penza Cup                                   | $ 050.000    | Hartplatz | Illja Martschenko      | Konstantin Krawtschuk Nikolaus Moser     |
| 16.07. | Posen         | Poznań Open                                 | € 030.000 +H | Sand      | Jerzy Janowicz         | Rameez Junaid Simon Stadler              |
| 16.07. | Recanati      | Guzzini Challenger                          | € 030.000 +H | Hartplatz | Simone Bolelli         | Brydan Klein Dane Propoggia              |
| 23.07. | Astana        | President’s Cup                             | $ 125.000    | Hartplatz | Jewgeni Donskoi        | Konstantin Krawtschuk Denys Moltschanow  |
| 23.07. | Lexington     | Fifth Third Bank Tennis Championships       | $ 050.000    | Hartplatz | Denis Kudla            | Austin Krajicek John Peers               |
| 23.07. | Tampere       | Aamulehti Tampere Open                      | € 042.500    | Sand      | João Sousa             | Michael Linzer Gerald Melzer             |
| 23.07. | Wuhan         | ATP Challenger China International Wuhan    | $ 050.000    | Hartplatz | Aljaž Bedene           | Sanchai Ratiwatana Sonchat Ratiwatana    |
| 23.07. | Orbetello     | Trofeo Stefano Bellaveglia                  | € 030.000 +H | Sand      | Roberto Bautista Agut  | Stefano Ianni Dane Propoggia             |
| 23.07. | Oberstaufen   | Oberstaufen Cup                             | € 030.000 +H | Sand      | Dominik Meffert        | Andrei Dăescu Florin Mergea              |
| 30.07. | Vancouver     | Odlum Brown Vanopen                         | $ 100.000    | Hartplatz | Igor Sijsling          | Maxime Authom Ruben Bemelmans            |
| 30.07. | Peking        | Beijing International Challenger            | $ 075.000 +H | Hartplatz | Grega Žemlja           | Sanchai Ratiwatana Sonchat Ratiwatana    |
| 30.07. | Manta         | Manta Open – Trofeo Ricardo Delgado Aray    | $ 035.000 +H | Hartplatz | Guido Pella            | Duilio Beretta Renzo Olivo               |

### August
| Datum  | Ort        | Turnier                               | Preisgeld    | Belag     | Sieger Einzel         | Sieger Doppel                           |
| ------ | ---------- | ------------------------------------- | ------------ | --------- | --------------------- | --------------------------------------- |
| 06.08. | San Marino | San Marino CEPU Open                  | € 085.000 +H | Sand      | Martin Kližan         | Lukáš Dlouhý Michal Mertiňák            |
| 06.08. | Aptos      | Comerica Bank Challenger              | $ 100.000    | Hartplatz | Steve Johnson         | Rik De Voest John Peers                 |
| 06.08. | Pozoblanco | Open Diputación Ciudad de Pozoblanco  | € 042.500 +H | Hartplatz | Roberto Bautista Agut | Konstantin Krawtschuk Denys Moltschanow |
| 06.08. | Samarqand  | Samarkand Challenger                  | $ 035.000 +H | Sand      | Dušan Lajović         | Oleksandr Nedowjessow Iwan Serhejew     |
| 06.08. | Sibiu      | BRD Sibiu Challenger                  | € 030.000 +H | Sand      | Adrian Ungur          | Marin Draganja Lovro Zovko              |
| 13.08. | Cordenons  | Friuladria Crédit Agricole Tennis Cup | € 085.000 +H | Sand      | Paolo Lorenzi         | Lukáš Dlouhý Michal Mertiňák            |
| 13.08. | Qarshi     | Karshi Challenger                     | $ 050.000    | Hartplatz | Igor Kunizyn          | Lee Hsin-han Peng Hsien-yin             |
| 20.08. | Segovia    | Open Castilla y León                  | € 042.500    | Hartplatz | Jewgeni Donskoi       | Stefano Ianni Florin Mergea             |
| 27.08. | Bangkok    | Chang-Sat Bangkok Open                | $ 050.000    | Hartplatz | Dudi Sela             | Divij Sharan Vishnu Vardhan             |
| 27.08. | Como       | Trofeo Città di Como                  | € 030.000 +H | Sand      | Andreas Haider-Maurer | Philipp Marx Florin Mergea              |

### September
| Datum  | Ort                 | Turnier                                           | Preisgeld    | Belag         | Sieger Einzel         | Sieger Doppel                           |
| ------ | ------------------- | ------------------------------------------------- | ------------ | ------------- | --------------------- | --------------------------------------- |
| 03.09. | Shanghai            | Road to the Shanghai Rolex Masters ATP Challenger | $ 050.000    | Hartplatz     | Lu Yen-hsun           | Sanchai Ratiwatana Sonchat Ratiwatana   |
| 04.09. | Genua               | AON Open                                          | € 085.000 +H | Sand          | Albert Montañés       | Andre Begemann Martin Emmrich           |
| 04.09. | Alphen aan den Rijn | Tean International                                | € 042.500    | Sand          | Thiemo de Bakker      | Rameez Junaid Simon Stadler             |
| 04.09. | Saint-Rémy          | Trophée des Alpilles                              | € 042.500    | Hartplatz     | Josselin Ouanna       | Laurynas Grigelis Uladsimir Ihnazik     |
| 04.09. | Brașov              | BRD Brașov Challenger                             | € 030.000 +H | Sand          | Andreas Haider-Maurer | Marius Copil Victor Crivoi              |
| 10.09. | Banja Luka          | Challenger Banja Luka                             | € 064.000 +H | Sand          | Victor Hănescu        | Marin Draganja Lovro Zovko              |
| 10.09. | Cali                | Seguros Bolívar Open Cali                         | $ 075.000 +H | Sand          | João Souza            | Juan Sebastián Cabal Robert Farah       |
| 10.09. | Istanbul            | American Express – Istanbul Challenger            | $ 075.000    | Hartplatz     | Dmitri Tursunow       | Karol Beck Lukáš Dlouhý                 |
| 10.09. | Ningbo              | Ningbo Open                                       | $ 050.000 +H | Hartplatz     | Peter Gojowczyk       | Sanchai Ratiwatana Sonchat Ratiwatana   |
| 10.09. | Petingen            | ATP Roller Open                                   | € 064.000    | Hartplatz (i) | Tobias Kamke          | Christopher Kas Dick Norman             |
| 10.09. | Sevilla             | Copa Sevilla                                      | € 042.500 +H | Sand          | Daniel Gimeno Traver  | Nikola Ćirić Boris Pašanski             |
| 10.09. | Todi                | Blu-express.com Tennis Cup                        | € 030.000 +H | Sand          | Andrei Kusnezow       | Martin Fischer Philipp Oswald           |
| 17.09. | Stettin             | Pekao Szczecin Open                               | € 106.500 +H | Sand          | Victor Hănescu        | Andre Begemann Martin Emmrich           |
| 17.09. | Izmir               | İzmir Cup                                         | € 064.000    | Hartplatz     | Dmitri Tursunow       | David Rice Sean Thornley                |
| 17.09. | Trnava              | Arimex Challenger Trophy                          | € 064.000    | Sand          | Andrei Kusnezow       | Nikola Ćirić Goran Tošić                |
| 17.09. | Campinas            | Campeonato Internacional de Tênis de Campinas     | $ 050.000    | Sand          | Guido Pella           | Marcelo Demoliner João Souza            |
| 24.09. | Orléans             | Open d’Orléans                                    | € 106.500 +H | Hartplatz (i) | David Goffin          | Lukáš Dlouhý Gilles Müller              |
| 24.09. | Lermontow           | Lermontov Cup                                     | € 050.000 +H | Sand          | Andrei Kusnezow       | Konstantin Krawtschuk Denys Moltschanow |
| 24.09. | Madrid              | Torneo Omnia Tenis Ciudad de Madrid               | € 042.500    | Sand          | Daniel Gimeno Traver  | Daniel Gimeno Traver Iván Navarro       |

### Oktober
| Datum  | Ort             | Turnier                                             | Preisgeld    | Belag         | Sieger Einzel               | Sieger Doppel                         |
| ------ | --------------- | --------------------------------------------------- | ------------ | ------------- | --------------------------- | ------------------------------------- |
| 01.10. | Mons            | Ethias Trophy                                       | € 106.500 +H | Hartplatz (i) | Kenny de Schepper           | Tomasz Bednarek Jerzy Janowicz        |
| 01.10. | Sacramento      | Relyaid Natomas Challenger                          | $ 100.000    | Hartplatz     | James Blake                 | Tennys Sandgren Rhyne Williams        |
| 01.10. | Belém           | Campeonato Internacional de Tênis do Estado do Pará | $ 035.000 +H | Hartplatz     | Ricardo Hocevar             | John Peers John-Patrick Smith         |
| 01.10. | Quito           | Trofeo Ciudad de Quito                              | $ 035.000 +H | Sand          | João Souza                  | Juan Sebastián Cabal Carlos Salamanca |
| 08.10. | Taschkent       | Tashkent Challenger                                 | $ 125.000 +H | Hartplatz     | Uladsimir Ihnazik           | Andre Begemann Martin Emmrich         |
| 08.10. | Tiburon         | First Republic Bank Tiburon Challenger              | $ 100.000    | Hartplatz     | Jack Sock                   | Rik De Voest Chris Guccione           |
| 08.10. | Rennes          | Open de Rennes                                      | € 042.500 +H | Hartplatz (i) | Kenny de Schepper           | Philipp Marx Florin Mergea            |
| 08.10. | San Juan        | Copa San Juan Gobierno                              | $ 035.000 +H | Hartplatz     | Thiemo de Bakker            | Martín Alund Horacio Zeballos         |
| 15.10. | Rio de Janeiro  | Peugeot Tennis Cup                                  | $ 050.000 +H | Sand          | Gastão Elias                | Marcelo Demoliner João Souza          |
| 15.10. | Villa Allende   | Copa Agco Córdoba                                   | $ 050.000    | Sand          | Guillaume Rufin             | Facundo Bagnis Diego Junqueira        |
| 22.10. | Seoul           | Samsung Securities Cup Challenger                   | $ 100.000 +H | Hartplatz     | Lu Yen-hsun                 | Lee Hsin-han Peng Hsien-yin           |
| 22.10. | Buenos Aires    | Copa Topper                                         | $ 075.000    | Sand          | Diego Sebastián Schwartzman | Martín Alund Horacio Zeballos         |
| 22.10. | Porto Alegre    | Aberto de Tênis do Rio Grande do Sul                | $ 035.000 +H | Sand          | Simon Greul                 | Marcelo Demoliner João Souza          |
| 29.10. | Genf            | Geneva Open                                         | € 064.000 +H | Hartplatz (i) | Marc Gicquel                | Johan Brunström Raven Klaasen         |
| 29.10. | Charlottesville | Charlottesville Men’s Pro Challenger                | $ 075.000    | Hartplatz (i) | Denis Kudla                 | John Peers John-Patrick Smith         |
| 29.10. | Medellín        | Seguros Bolívar Open Medellín                       | $ 050.000 +H | Sand          | Paolo Lorenzi               | Nicholas Monroe Simon Stadler         |
| 29.10. | Montevideo      | Uruguay Open                                        | $ 050.000    | Sand          | Horacio Zeballos            | Nikola Mektić Antonio Veić            |
| 29.10. | Eckental        | Bauer Watertechnology Cup                           | € 030.000 +H | Teppich (i)   | Daniel Brands               | Jamie Cerretani Adil Shamasdin        |

### November
| Datum  | Ort                  | Turnier                                  | Preisgeld    | Belag         | Sieger Einzel     | Sieger Doppel                   |
| ------ | -------------------- | ---------------------------------------- | ------------ | ------------- | ----------------- | ------------------------------- |
| 05.11. | Bratislava           | Slovak Open                              | € 085.000 +H | Hartplatz (i) | Lukáš Rosol       | Lukáš Dlouhý Michail Jelgin     |
| 05.11. | Guayaquil            | Challenger Ciudad de Guayaquil           | $ 050.000 +H | Sand          | Leonardo Mayer    | Martín Alund Facundo Bagnis     |
| 05.11. | St. Ulrich in Gröden | Sparkasse ATP Challenger                 | € 064.000    | Teppich (i)   | Benjamin Becker   | Karol Beck Rik De Voest         |
| 05.11. | Knoxville            | Knoxville Challenger                     | $ 050.000    | Hartplatz (i) | Michael Russell   | Alex Kuznetsov Mischa Zverev    |
| 05.11. | Loughborough         | AEGON GB Pro-Series Loughborough         | € 042.500    | Hartplatz (i) | Jewgeni Donskoi   | Jamie Cerretani Adil Shamasdin  |
| 05.11. | São Leopoldo         | Ecco São Léo Open de Tênis               | $ 035.000 +H | Sand          | Horacio Zeballos  | Fabiano de Paula Júlio Silva    |
| 12.11. | Helsinki             | IPP Open                                 | € 106.500 +H | Hartplatz (i) | Lukáš Lacko       | Michail Jelgin Igor Zelenay     |
| 12.11. | Champaign            | JSM Challenger of Champaign-Urbana       | $ 050.000    | Hartplatz (i) | Tim Smyczek       | Devin Britton Austin Krajicek   |
| 12.11. | Yokohama             | Keio Challenger International Tennis     | $ 050.000    | Hartplatz     | Matteo Viola      | Prakash Amritraj Philipp Oswald |
| 12.11. | Marbella             | Marbella Open                            | € 030.000 +H | Sand          | Albert Montañés   | Andrei Kusnezow Javier Martí    |
| 19.11. | Tjumen               | Siberia Cup                              | $ 035.000 +H | Hartplatz (i) | Jewgeni Donskoi   | Ivo Klec Andreas Siljeström     |
| 19.11. | Toyota               | Dunlop World Challenge Tennis Tournament | $ 035.000 +H | Teppich (i)   | Michał Przysiężny | Philipp Oswald Mate Pavić       |
| 26.11. | São Paulo            | Challenger Tour Finals                   | $ 220.000 +H | Hartplatz (i) | Guido Pella       | nicht ausgetragen               |

### Dezember
keine Turniere in diesem Monat
- 1 Turnierbeginn (ohne Qualifikation)
- 2 Das Kürzel +H (= hospitality) bedeutet, dass das betreffende Turnier die Spieler unterbringt
- 3 Das Kürzel „(i)“ (= indoor) bedeutet, dass das betreffende Turnier in einer Halle ausgetragen wird.

## Verteilung der Weltranglistenpunkte
Ein Überblick über die Punktverteilung der jeweiligen Challenger-Kategorien im Jahr 2012.
| Turnierkategorie | Gesamtsumme Preisgeld                         | S   | F  | HF | VF | AF | Zusätzliche Qualifikationspunkte |
| ---------------- | --------------------------------------------- | --- | -- | -- | -- | -- | -------------------------------- |
| Challenger       | $0125.000 +H €0106.500 +H                     | 125 | 75 | 45 | 25 | 10 | 5                                |
| Challenger       | $0125.000 $0100.000 +H €0085.000 +H           | 110 | 65 | 40 | 20 | 09 | 5                                |
| Challenger       | $0100.000 $0075.000 +H €0085.000 €0064.000 +H | 100 | 60 | 35 | 18 | 08 | 5                                |
| Challenger       | $0075.000 $0050.000 +H €0064.000 €0042.500 +H | 090 | 55 | 33 | 17 | 08 | 5                                |
| Challenger       | $0050.000 €0042.500                           | 080 | 48 | 29 | 15 | 07 | 3                                |
| Challenger       | $0035.000 +H €0030.000 +H                     | 080 | 48 | 29 | 15 | 06 | 3                                |

- Erklärung Kopfzeile: S = Sieger; F = (unterlegener) Finalist; HF = Halbfinale erreicht (und dann ausgeschieden); VF = Viertelfinale; AF = Achtelfinale
- +H = Turniere, die zusätzlich zum Preisgeld die Unterkunft für die Spieler tragen, werden in die jeweils nächsthöhere Preisgeldkategorie gestuft.
- Paare im Doppel erhalten keine Punkte vor dem Viertelfinale.

## Titelübersicht
| Tretorn SERIE+ Turniere |
| normale Turniere        |
| Insgesamt               |

### Spielerwertung
| Gesamt | Spieler                       | E | D | E | D | E | D |
| ------ | ----------------------------- | - | - | - | - | - | - |
| 8      | Horacio Zeballos              |   |   | 3 | 5 | 3 | 5 |
| 8      | Sanchai Ratiwatana            |   |   |   | 8 | 0 | 8 |
| 8      | Sonchat Ratiwatana            |   |   |   | 8 | 0 | 8 |
| 7      | John Peers                    |   |   |   | 7 | 0 | 7 |
| 6      | Martin Kližan                 | 1 |   | 3 | 2 | 4 | 2 |
| 6      | John-Patrick Smith            |   |   | 1 | 5 | 1 | 5 |
| 5      | Jerzy Janowicz                | 2 | 2 | 1 |   | 3 | 2 |
| 5      | Lukáš Dlouhý                  |   | 3 |   | 2 | 0 | 5 |
| 5      | Jewgeni Donskoi               | 1 |   | 4 |   | 5 | 0 |
| 5      | Simon Stadler                 |   | 1 |   | 4 | 0 | 5 |
| 5      | Andrei Kusnezow               |   |   | 4 | 1 | 4 | 1 |
| 5      | João Souza                    |   |   | 2 | 3 | 2 | 3 |
| 5      | Antonio Veić                  |   |   | 1 | 4 | 1 | 4 |
| 5      | Martín Alund                  |   |   |   | 5 | 0 | 5 |
| 5      | Laurynas Grigelis             |   |   |   | 5 | 0 | 5 |
| 4      | Tomasz Bednarek               |   | 1 |   | 3 | 0 | 4 |
| 4      | Andre Begemann                |   | 1 |   | 3 | 0 | 4 |
| 4      | Martin Emmrich                |   | 1 |   | 3 | 0 | 4 |
| 4      | Konstantin Krawtschuk         |   | 1 |   | 3 | 0 | 4 |
| 4      | Florin Mergea                 |   | 1 |   | 3 | 0 | 4 |
| 4      | Denys Moltschanow             |   | 1 |   | 3 | 0 | 4 |
| 4      | Aljaž Bedene                  |   |   | 4 |   | 4 | 0 |
| 4      | Daniel Gimeno Traver          |   |   | 3 | 1 | 3 | 1 |
| 4      | Guido Pella                   |   |   | 3 | 1 | 3 | 1 |
| 4      | Uladsimir Ihnazik             |   |   | 1 | 3 | 1 | 3 |
| 4      | Johan Brunström               |   |   |   | 4 | 0 | 4 |
| 4      | Marcelo Demoliner             |   |   |   | 4 | 0 | 4 |
| 4      | Marcel Felder                 |   |   |   | 4 | 0 | 4 |
| 4      | Raven Klaasen                 |   |   |   | 4 | 0 | 4 |
| 4      | Nicholas Monroe               |   |   |   | 4 | 0 | 4 |
| 4      | Philipp Oswald                |   |   |   | 4 | 0 | 4 |
| 3      | Roberto Bautista Agut         | 1 |   | 2 |   | 3 | 0 |
| 3      | Victor Hănescu                | 1 |   | 2 |   | 3 | 0 |
| 3      | Rameez Junaid                 |   | 1 |   | 2 | 0 | 3 |
| 3      | Thiemo de Bakker              |   |   | 3 |   | 3 | 0 |
| 3      | Lu Yen-hsun                   |   |   | 3 |   | 3 | 0 |
| 3      | Igor Sijsling                 |   |   | 3 |   | 3 | 0 |
| 3      | Gō Soeda                      |   |   | 3 |   | 3 | 0 |
| 3      | Grega Žemlja                  |   |   | 3 |   | 3 | 0 |
| 3      | Blaž Kavčič                   |   |   | 2 | 1 | 2 | 1 |
| 3      | Vasek Pospisil                |   |   | 2 | 1 | 2 | 1 |
| 3      | João Sousa                    |   |   | 2 | 1 | 2 | 1 |
| 3      | Facundo Bagnis                |   |   | 1 | 2 | 1 | 2 |
| 3      | Dustin Brown                  |   |   | 1 | 2 | 1 | 2 |
| 3      | Paul Capdeville               |   |   | 1 | 2 | 1 | 2 |
| 3      | Jamie Cerretani               |   |   |   | 3 | 0 | 3 |
| 3      | Rik De Voest                  |   |   |   | 3 | 0 | 3 |
| 3      | Marin Draganja                |   |   |   | 3 | 0 | 3 |
| 3      | Martin Fischer                |   |   |   | 3 | 0 | 3 |
| 3      | Mateusz Kowalczyk             |   |   |   | 3 | 0 | 3 |
| 3      | Lee Hsin-han                  |   |   |   | 3 | 0 | 3 |
| 3      | Dane Propoggia                |   |   |   | 3 | 0 | 3 |
| 3      | Adil Shamasdin                |   |   |   | 3 | 0 | 3 |
| 2      | Michal Mertiňák               |   | 2 |   |   | 0 | 2 |
| 2      | Kenny de Schepper             | 1 |   | 1 |   | 2 | 0 |
| 2      | Paolo Lorenzi                 | 1 |   | 1 |   | 2 | 0 |
| 2      | Rubén Ramírez Hidalgo         | 1 |   | 1 |   | 2 | 0 |
| 2      | Lukáš Rosol                   | 1 |   |   | 1 | 1 | 1 |
| 2      | Jürgen Zopp                   |   | 1 | 1 |   | 1 | 1 |
| 2      | Stefano Ianni                 |   | 1 |   | 1 | 0 | 2 |
| 2      | Michail Jelgin                |   | 1 |   | 1 | 0 | 2 |
| 2      | Thiago Alves                  |   |   | 2 |   | 2 | 0 |
| 2      | Benjamin Becker               |   |   | 2 |   | 2 | 0 |
| 2      | Simone Bolelli                |   |   | 2 |   | 2 | 0 |
| 2      | Alejandro Falla               |   |   | 2 |   | 2 | 0 |
| 2      | David Goffin                  |   |   | 2 |   | 2 | 0 |
| 2      | Andreas Haider-Maurer         |   |   | 2 |   | 2 | 0 |
| 2      | Tatsuma Itō                   |   |   | 2 |   | 2 | 0 |
| 2      | Denis Kudla                   |   |   | 2 |   | 2 | 0 |
| 2      | Marinko Matosevic             |   |   | 2 |   | 2 | 0 |
| 2      | Albert Montañés               |   |   | 2 |   | 2 | 0 |
| 2      | Josselin Ouanna               |   |   | 2 |   | 2 | 0 |
| 2      | Björn Phau                    |   |   | 2 |   | 2 | 0 |
| 2      | Tommy Robredo                 |   |   | 2 |   | 2 | 0 |
| 2      | Tim Smyczek                   |   |   | 2 |   | 2 | 0 |
| 2      | Dmitri Tursunow               |   |   | 2 |   | 2 | 0 |
| 2      | Guido Andreozzi               |   |   | 1 | 1 | 1 | 1 |
| 2      | Yuki Bhambri                  |   |   | 1 | 1 | 1 | 1 |
| 2      | Carlos Salamanca              |   |   | 1 | 1 | 1 | 1 |
| 2      | Dudi Sela                     |   |   | 1 | 1 | 1 | 1 |
| 2      | Matteo Viola                  |   |   | 1 | 1 | 1 | 1 |
| 2      | Denis Zivkovic                |   |   | 1 | 1 | 1 | 1 |
| 2      | Radu Albot                    |   |   |   | 2 | 0 | 2 |
| 2      | Karol Beck                    |   |   |   | 2 | 0 | 2 |
| 2      | Devin Britton                 |   |   |   | 2 | 0 | 2 |
| 2      | Juan Sebastián Cabal          |   |   |   | 2 | 0 | 2 |
| 2      | Olivier Charroin              |   |   |   | 2 | 0 | 2 |
| 2      | Nikola Ćirić                  |   |   |   | 2 | 0 | 2 |
| 2      | Jamie Delgado                 |   |   |   | 2 | 0 | 2 |
| 2      | John Paul Fruttero            |   |   |   | 2 | 0 | 2 |
| 2      | Pierre-Hugues Herbert         |   |   |   | 2 | 0 | 2 |
| 2      | Dominic Inglot                |   |   |   | 2 | 0 | 2 |
| 2      | Brydan Klein                  |   |   |   | 2 | 0 | 2 |
| 2      | Austin Krajicek               |   |   |   | 2 | 0 | 2 |
| 2      | Jonathan Marray               |   |   |   | 2 | 0 | 2 |
| 2      | Philipp Marx                  |   |   |   | 2 | 0 | 2 |
| 2      | Nikola Mektić                 |   |   |   | 2 | 0 | 2 |
| 2      | Dick Norman                   |   |   |   | 2 | 0 | 2 |
| 2      | Peng Hsien-yin                |   |   |   | 2 | 0 | 2 |
| 2      | Divij Sharan                  |   |   |   | 2 | 0 | 2 |
| 2      | Andreas Siljeström            |   |   |   | 2 | 0 | 2 |
| 2      | Júlio Silva                   |   |   |   | 2 | 0 | 2 |
| 2      | Ken Skupski                   |   |   |   | 2 | 0 | 2 |
| 2      | Goran Tošić                   |   |   |   | 2 | 0 | 2 |
| 2      | Marco Trungelliti             |   |   |   | 2 | 0 | 2 |
| 2      | Izak van der Merwe            |   |   |   | 2 | 0 | 2 |
| 2      | Igor Zelenay                  |   |   |   | 2 | 0 | 2 |
| 2      | Lovro Zovko                   |   |   |   | 2 | 0 | 2 |
| 1      | Antal van der Duim            |   | 1 |   |   | 0 | 1 |
| 1      | Boy Westerhof                 |   | 1 |   |   | 0 | 1 |
| 1      | Brian Baker                   |   |   | 1 |   | 1 | 0 |
| 1      | Thomaz Bellucci               |   |   | 1 |   | 1 | 0 |
| 1      | James Blake                   |   |   | 1 |   | 1 | 0 |
| 1      | Daniel Brands                 |   |   | 1 |   | 1 | 0 |
| 1      | Grégoire Burquier             |   |   | 1 |   | 1 | 0 |
| 1      | Jérémy Chardy                 |   |   | 1 |   | 1 | 0 |
| 1      | Guilherme Clezar              |   |   | 1 |   | 1 | 0 |
| 1      | Frank Dancevic                |   |   | 1 |   | 1 | 0 |
| 1      | Jonathan Dasnières de Veigy   |   |   | 1 |   | 1 | 0 |
| 1      | Rogério Dutra da Silva        |   |   | 1 |   | 1 | 0 |
| 1      | Gastão Elias                  |   |   | 1 |   | 1 | 0 |
| 1      | Marc Gicquel                  |   |   | 1 |   | 1 | 0 |
| 1      | Peter Gojowczyk               |   |   | 1 |   | 1 | 0 |
| 1      | Simon Greul                   |   |   | 1 |   | 1 | 0 |
| 1      | Jan Hájek                     |   |   | 1 |   | 1 | 0 |
| 1      | Jan Hernych                   |   |   | 1 |   | 1 | 0 |
| 1      | Ricardo Hocevar               |   |   | 1 |   | 1 | 0 |
| 1      | Steve Johnson                 |   |   | 1 |   | 1 | 0 |
| 1      | Tobias Kamke                  |   |   | 1 |   | 1 | 0 |
| 1      | Igor Kunizyn                  |   |   | 1 |   | 1 | 0 |
| 1      | Lukáš Lacko                   |   |   | 1 |   | 1 | 0 |
| 1      | Dušan Lajović                 |   |   | 1 |   | 1 | 0 |
| 1      | Jesse Levine                  |   |   | 1 |   | 1 | 0 |
| 1      | Illja Martschenko             |   |   | 1 |   | 1 | 0 |
| 1      | Florian Mayer (Tennisspieler) |   |   | 1 |   | 1 | 0 |
| 1      | Leonardo Mayer                |   |   | 1 |   | 1 | 0 |
| 1      | Dominik Meffert               |   |   | 1 |   | 1 | 0 |
| 1      | Ivo Minář                     |   |   | 1 |   | 1 | 0 |
| 1      | Gianluca Naso                 |   |   | 1 |   | 1 | 0 |
| 1      | Wayne Odesnik                 |   |   | 1 |   | 1 | 0 |
| 1      | Michał Przysiężny             |   |   | 1 |   | 1 | 0 |
| 1      | Sam Querrey                   |   |   | 1 |   | 1 | 0 |
| 1      | Guillaume Rufin               |   |   | 1 |   | 1 | 0 |
| 1      | Michael Russell               |   |   | 1 |   | 1 | 0 |
| 1      | Diego Sebastián Schwartzman   |   |   | 1 |   | 1 | 0 |
| 1      | Jack Sock                     |   |   | 1 |   | 1 | 0 |
| 1      | Danai Udomchoke               |   |   | 1 |   | 1 | 0 |
| 1      | Adrian Ungur                  |   |   | 1 |   | 1 | 0 |
| 1      | Michael Yani                  |   |   | 1 |   | 1 | 0 |
| 1      | Prakash Amritraj              |   |   |   | 1 | 0 | 1 |
| 1      | Facundo Argüello              |   |   |   | 1 | 0 | 1 |
| 1      | Maxime Authom                 |   |   |   | 1 | 0 | 1 |
| 1      | Carsten Ball                  |   |   |   | 1 | 0 | 1 |
| 1      | Ariel Behar                   |   |   |   | 1 | 0 | 1 |
| 1      | Ruben Bemelmans               |   |   |   | 1 | 0 | 1 |
| 1      | Duilio Beretta                |   |   |   | 1 | 0 | 1 |
| 1      | Philip Bester                 |   |   |   | 1 | 0 | 1 |
| 1      | Arnau Brugués Davi            |   |   |   | 1 | 0 | 1 |
| 1      | Júlio César Campozano         |   |   |   | 1 | 0 | 1 |
| 1      | Kamil Čapkovič                |   |   |   | 1 | 0 | 1 |
| 1      | Íñigo Cervantes Huegun        |   |   |   | 1 | 0 | 1 |
| 1      | Marius Copil                  |   |   |   | 1 | 0 | 1 |
| 1      | Victor Crivoi                 |   |   |   | 1 | 0 | 1 |
| 1      | Jeff Dadamo                   |   |   |   | 1 | 0 | 1 |
| 1      | Andrei Dăescu                 |   |   |   | 1 | 0 | 1 |
| 1      | Fabiano de Paula              |   |   |   | 1 | 0 | 1 |
| 1      | Federico Delbonis             |   |   |   | 1 | 0 | 1 |
| 1      | Amer Delić                    |   |   |   | 1 | 0 | 1 |
| 1      | Chris Eaton                   |   |   |   | 1 | 0 | 1 |
| 1      | Víctor Estrella               |   |   |   | 1 | 0 | 1 |
| 1      | Robert Farah                  |   |   |   | 1 | 0 | 1 |
| 1      | Teimuras Gabaschwili          |   |   |   | 1 | 0 | 1 |
| 1      | André Ghem                    |   |   |   | 1 | 0 | 1 |
| 1      | Andrei Golubew                |   |   |   | 1 | 0 | 1 |
| 1      | Alejandro González            |   |   |   | 1 | 0 | 1 |
| 1      | Santiago González             |   |   |   | 1 | 0 | 1 |
| 1      | Chris Guccione                |   |   |   | 1 | 0 | 1 |
| 1      | Hsieh Cheng-peng              |   |   |   | 1 | 0 | 1 |
| 1      | Treat Conrad Huey             |   |   |   | 1 | 0 | 1 |
| 1      | Diego Junqueira               |   |   |   | 1 | 0 | 1 |
| 1      | Christopher Kas               |   |   |   | 1 | 0 | 1 |
| 1      | Jordan Kerr                   |   |   |   | 1 | 0 | 1 |
| 1      | Ivo Klec                      |   |   |   | 1 | 0 | 1 |
| 1      | Alex Kuznetsov                |   |   |   | 1 | 0 | 1 |
| 1      | Michael Linzer                |   |   |   | 1 | 0 | 1 |
| 1      | Scott Lipsky                  |   |   |   | 1 | 0 | 1 |
| 1      | Dino Marcan                   |   |   |   | 1 | 0 | 1 |
| 1      | Javier Martí                  |   |   |   | 1 | 0 | 1 |
| 1      | Gerald Melzer                 |   |   |   | 1 | 0 | 1 |
| 1      | Adrián Menéndez               |   |   |   | 1 | 0 | 1 |
| 1      | Andrés Molteni                |   |   |   | 1 | 0 | 1 |
| 1      | Nikolaus Moser                |   |   |   | 1 | 0 | 1 |
| 1      | Alessandro Motti              |   |   |   | 1 | 0 | 1 |
| 1      | Gilles Müller                 |   |   |   | 1 | 0 | 1 |
| 1      | Daniel Muñoz de la Nava       |   |   |   | 1 | 0 | 1 |
| 1      | Iván Navarro                  |   |   |   | 1 | 0 | 1 |
| 1      | Oleksandr Nedowjessow         |   |   |   | 1 | 0 | 1 |
| 1      | Frederik Nielsen              |   |   |   | 1 | 0 | 1 |
| 1      | Albano Olivetti               |   |   |   | 1 | 0 | 1 |
| 1      | Renzo Olivo                   |   |   |   | 1 | 0 | 1 |
| 1      | Boris Pašanski                |   |   |   | 1 | 0 | 1 |
| 1      | Mate Pavić                    |   |   |   | 1 | 0 | 1 |
| 1      | Jaroslav Pospíšil             |   |   |   | 1 | 0 | 1 |
| 1      | Travis Rettenmaier            |   |   |   | 1 | 0 | 1 |
| 1      | Bobby Reynolds                |   |   |   | 1 | 0 | 1 |
| 1      | David Rice                    |   |   |   | 1 | 0 | 1 |
| 1      | Fernando Romboli              |   |   |   | 1 | 0 | 1 |
| 1      | Tennys Sandgren               |   |   |   | 1 | 0 | 1 |
| 1      | Juri Schtschukin              |   |   |   | 1 | 0 | 1 |
| 1      | Iwan Serhejew                 |   |   |   | 1 | 0 | 1 |
| 1      | David Škoch                   |   |   |   | 1 | 0 | 1 |
| 1      | Harel Srugo                   |   |   |   | 1 | 0 | 1 |
| 1      | Maciek Sykut                  |   |   |   | 1 | 0 | 1 |
| 1      | Maxime Teixeira               |   |   |   | 1 | 0 | 1 |
| 1      | Sean Thornley                 |   |   |   | 1 | 0 | 1 |
| 1      | Walter Trusendi               |   |   |   | 1 | 0 | 1 |
| 1      | Vishnu Vardhan                |   |   |   | 1 | 0 | 1 |
| 1      | Agustín Velotti               |   |   |   | 1 | 0 | 1 |
| 1      | Amir Weintraub                |   |   |   | 1 | 0 | 1 |
| 1      | Rhyne Williams                |   |   |   | 1 | 0 | 1 |
| 1      | Mischa Zverev                 |   |   |   | 1 | 0 | 1 |

### Nationenwertung
| Gesamt | Nation                  | E | D | E  | D  | E  | D  |
| ------ | ----------------------- | - | - | -- | -- | -- | -- |
| 36     | Vereinigte Staaten      |   |   | 14 | 22 | 14 | 22 |
| 32     | Argentinien             |   |   | 10 | 22 | 10 | 22 |
| 30     | Deutschland             |   | 3 | 11 | 16 | 11 | 19 |
| 26     | Australien              |   | 1 | 3  | 22 | 3  | 23 |
| 20     | Russland                | 1 | 2 | 11 | 6  | 12 | 8  |
| 20     | Brasilien               |   |   | 8  | 12 | 12 | 8  |
| 19     | Spanien                 | 2 |   | 10 | 7  | 12 | 7  |
| 17     | Thailand                |   |   | 1  | 16 | 1  | 16 |
| 15     | Slowakei                | 1 | 2 | 4  | 8  | 5  | 10 |
| 15     | Frankreich              | 1 |   | 8  | 6  | 9  | 6  |
| 14     | Kroatien                |   |   | 1  | 13 | 1  | 13 |
| 13     | Polen                   | 2 | 3 | 2  | 6  | 4  | 9  |
| 12     | Tschechien              | 1 | 3 | 3  | 5  | 4  | 8  |
| 12     | Österreich              |   |   | 2  | 10 | 2  | 10 |
| 11     | Italien                 | 1 | 1 | 5  | 4  | 6  | 5  |
| 11     | Rumänien                | 1 | 1 | 3  | 6  | 4  | 7  |
| 11     | Vereinigtes Königreich  |   |   |    | 11 | 0  | 11 |
| 10     | Slowenien               |   |   | 9  | 1  | 9  | 1  |
| 9      | Chinesisch Taipeh       |   |   | 3  | 6  | 3  | 6  |
| 9      | Kolumbien               |   |   | 3  | 6  | 3  | 6  |
| 9      | Südafrika               |   |   |    | 9  | 0  | 9  |
| 8      | Niederlande             |   | 2 | 6  |    | 6  | 2  |
| 8      | Kanada                  |   |   | 3  | 5  | 3  | 5  |
| 7      | Ukraine                 |   | 1 | 1  | 5  | 1  | 6  |
| 6      | Belgien                 |   |   | 2  | 4  | 2  | 4  |
| 6      | Indien                  |   |   | 1  | 5  | 1  | 5  |
| 6      | Schweden                |   |   |    | 6  | 0  | 6  |
| 5      | Japan                   |   |   | 5  |    | 5  | 0  |
| 5      | Litauen                 |   |   |    | 5  | 0  | 5  |
| 5      | Uruguay                 |   |   |    | 5  | 0  | 5  |
| 4      | Portugal                |   |   | 3  | 1  | 3  | 1  |
| 4      | Israel                  |   |   | 1  | 3  | 1  | 3  |
| 4      | Serbien                 |   |   | 1  | 3  | 1  | 3  |
| 4      | Belarus                 |   |   | 1  | 3  | 1  | 3  |
| 3      | Chile                   |   |   | 1  | 2  | 1  | 2  |
| 2      | Estland                 |   | 1 | 1  |    | 1  | 1  |
| 2      | Kasachstan              |   |   |    | 2  | 0  | 2  |
| 2      | Moldau                  |   |   |    | 2  | 0  | 2  |
| 2      | Montenegro              |   |   |    | 2  | 0  | 2  |
| 1      | Bosnien und Herzegowina |   |   |    | 1  | 0  | 1  |
| 1      | Dänemark                |   |   |    | 1  | 0  | 1  |
| 1      | Dominikanische Republik |   |   |    | 1  | 0  | 1  |
| 1      | Luxemburg               |   |   |    | 1  | 0  | 1  |
| 1      | Mexiko                  |   |   |    | 1  | 0  | 1  |
| 1      | Peru                    |   |   |    | 1  | 0  | 1  |
| 1      | Philippinen             |   |   |    | 1  | 0  | 1  |